# توپولوژی بی‌نقطه
در ریاضیات، توپولوژی بی‌نقطه (به انگلیسی: Pointless Topology) (که به آن نقطه-آزاد یا آزاد از نقطه یا نظریه لوکال هم گفته می‌شود)، رهیافتی در توپولوژی است که از ذکر نقاط اجتناب ورزیده و مشبکه مجموعه‌های باز، مفاهیم اولیه را در آن تشکیل می‌دهند.
این ایده انقلابی، نشان می‌دهد که ساخت فضاهایی که از نظر توپولوژیکی جالب اند، از داده‌های صرفاً جبری امری امکان‌پذیر است. اولین رهیافت‌های توپولوژیکی، هندسی بودند. ابتدا از فضای اقلیدسی شروع می‌شد، و سپس تکه‌هایی از آن به هم چسبانده می‌شدند. اما کارهای تحقیقاتی استون نشان دادند که می‌توان توپولوژی را از نقطه نظر جبری (نظریه مشبکه) نگریست. به جز استون، هنری والمن جزو اولین کسانی بودند که این ایده را به کار بستند. سایرین نیز به این حلقه پیوسته و مسیرش را ادامه دادند تا این که شارل ارسمان و شاگردش جین بنابو (و همزمان سایرین)، قدم بنیادین بعدی را در اواخر دهه پنجاه برداشتند. بینش آن‌ها از مطالعه رسته‌های «توپولوژیکی» و «دیفرانسیل‌پذیر» ظهور نمود.
رهیافت ارسمان شامل استفاده از رسته‌ای بود که اشیاءش مشبکه‌های کاملی بودند که در نوعی قانون توزیع‌پذیری صدق کرده و ریختهایشان نگاشت‌های حافظ تعداد متناهی میت و تعداد دلخواه جوین بودند. او به چنین مشبکه‌هایی «مشبکه‌های لوکال» (یا «مشبکه‌های موضعی») گفته ولی ریاضی‌دانان دیگر همچون داوکر به آن قاب (frame) می‌گفتند تا از ایجاد ابهام با سایر مفاهیم در نظریه مشبکه اجتناب ورزند.

## شهودی
فضای توپولوژی به‌طور سنتی شامل مجموعه‌ای از نقاط، به همراه یک توپولوژی است، یعنی ساختاری متشکر از مجموعه‌های باز که تحت اشتراک و اجتماع تشکیل مشبکه‌ای با خواص به‌خصوصی را می‌دهد. توپولوژی نقطه-آزاد، به جای نقاط، براساس مفهوم «لکه واقع‌گرایانه» (realistic spot) بنا نهاده شده. لکه‌ها را می‌توان جوین کرده (که ایجاد مشبکه کامل می‌کند) و اگر یک لکه با جوینی از بقیه میت شود، باید با اجزای آن هم میت شود، که به‌طور نادقیق می‌توان گفت شباهت با قانون توزیع دارد:
{\displaystyle b\wedge \left(\bigvee a_{i}\right)=\bigvee \left(b\wedge a_{i}\right)}

## صوری
مفهوم پایه‌ای، قاب (frame) است، که مشبکه‌ای کامل بوده که در قانون توزیعی بالا صدق می‌کند؛ همریختی‌های قاب با تمام جوین‌ها (به‌خصوص کوچکترین عنصر مشبکه) و میت‌های متناهی (به‌خصوص بزرگترین عنصر مشبکه) سازگاری دارند.
قاب‌ها به همراه همریختی‌های قاب، تشکیل یک رسته می‌دهند.

## کتابشناسی
- Johnstone, Peter T. (1983). "The point of pointless topology". Bulletin of the American Mathematical Society. New Series. 8 (1): 41–53. ISSN 0273-0979. Retrieved 2016-05-09.
- Johnstone, Peter T. (1982). Stone Spaces. Cambridge University Press, ISBN 978-0-521-33779-3.
- Picado, Jorge, Pultr, Aleš (2012). Frames and locales: Topology without points. Frontiers in Mathematics, vol. 28, Springer, Basel.
- Vickers, Steven (1996). Topology via Logic. Cambridge Tracts in Theoretical Computer Science, Cambridge University Press.
- Pedicchio, Maria Cristina, Tholen, Walter (Eds.). Categorical Foundations - Special Topics in Order, Topology, Algebra and Sheaf Theory. Encyclopedia of Mathematics and its Applications, Vol. 97, Cambridge University Press, 2003, pp. 49–101.
- Hazewinkel, Michiel (Ed.). Handbook of Algebra. Vol. 3, North-Holland, Amsterdam, 2003, pp. 791–857.
- Grätzer, George, Wehrung, Friedrich (Eds.). Lattice Theory: Special Topics and Applications. Vol. 1, Springer, Basel, 2014, pp. 55–88.